# Denis Lavant
Denis Lavant, född 17 juni 1961 i Neuilly-sur-Seine, är en fransk skådespelare. Han är känd för sitt distinkta ansikte samt för de fysiska aspekterna på de roller han spelat, vilket ofta har innefattat slapstick, akrobatik och dans. Lavant  har arbetat mycket med regissören Leos Carax och spelat huvudrollen i alla utom en av dennes filmer.

## Filmografi (urval)
- Franska vänninor, 1983
- Ont blod, 1986
- De älskande på Pont-Neuf, 1991
- Tuvalu, 1999
- En långvarig förlovning, 2004
- Kapten Ahab, 2007
- Holy Motors, 2012
- Laglös, 2013
- Midnattssol, 2016